# Lucy Mensing
Lucy Mensing (auch Lucie), später Mensing-Schütz bzw. Schütz, (* 11. März 1901 in Hamburg; † 28. April 1995 in Meiningen) war eine deutsche Physikerin und Mathematikerin und eine Pionierin der Quantenmechanik.

## Wissenschaftliche Laufbahn
Mensing studierte Mathematik, Physik und Chemie an der Universität Hamburg. Im Studium spezialisierte sie sich auf theoretische Physik. 1923/24 fertigte sie eine Arbeit an, in der sie die ältere Quantenhypothese auf Grundlage der Bohr-Sommerfeldschen Theorie, die von Elektronenbahnen ausging, auf zweiatomige Moleküle anwendete. Diese Arbeit wurde 1925 in der Zeitschrift für Physik veröffentlicht. 1925 wurde sie bei Wilhelm Lenz promoviert mit einer Arbeit über den Einfluss elektrischer Felder auf die Breite von Spektrallinien.
Nach ihrer Promotion bekam sie die Gelegenheit, nach Göttingen zu kommen und sich an der Entwicklung der Quantenmechanik zu beteiligen, wobei sie von Pascual Jordan beraten wurde. Sie studierte das Rotationsspektrum von zweiatomigen Molekülen mit den Methoden der Matrizenmechanik. Dies war nach der Behandlung des Wasserstoffatoms durch Wolfgang Pauli eine der ersten Anwendungen der neuen Quantenmechanik auf physikalische Systeme. Im Rahmen dieser Arbeit fand sie als erste die zulässigen Werte für den quantenmechanischen Bahndrehimpuls. Die Ergebnisse wurden 1926 in der Zeitschrift für Physik veröffentlicht.
In Hamburg arbeitete sie zusammen mit Wolfgang Pauli an der Berechnung der elektrischen Polarisierbarkeit von Gasen aus zweiatomigen Molekülen mit Hilfe der Matrizenmechanik. Das Resultat wurde ebenfalls 1926 in der Physikalischen Zeitschrift veröffentlicht. Diese Arbeit war ein weiterer Meilenstein in der Anwendung der Quantenmechanik.
Anschließend veröffentlichte sie 1926 über die Matrizenmechanik angewandt auf den partiellen Paschen-Back-Effekt in Fortsetzung der Arbeit von Werner Heisenberg und Pascual Jordan.
1926 bot ihr Alfred Landé eine Stelle in Tübingen an, die sie auch annahm. Dort befasste sie sich mit der Streuung langsamer Elektronen an Atomen, worüber sie 1927 eine Publikation verfasste.
Ihren letzten Zeitschriftenaufsatz veröffentlichte sie 1930 über die Verbreiterung von Spektrallinien.

## Privatleben
Lucy Mensing wurde in Hamburg geboren. Ihre Eltern waren der Kaufmann Hermann Mensing und seine Frau Martha.
In Tübingen lernte sie den Physiker Wilhelm Schütz (1900–1972) kennen. Dieser war bei Walther Gerlach promoviert worden und befasste sich experimentell mit Spektroskopie. Später war er Professor in Jena. Zur Zeit ihres Kennenlernens war er Assistent bei Walther Gerlach. 1928 heirateten die beiden. Nach der Geburt ihres ersten Sohnes 1930 beendete sie ihre wissenschaftliche Karriere und kümmerte sich hauptsächlich um ihre Familie. Sie bekam noch einen zweiten Sohn und zwei Töchter. Lucy Mensing verfolgte aber weiterhin das Geschehen in der Physik, pflegte Kontakte zu Kollegen und unterstützte ihren Mann bei seiner Arbeit, zum Beispiel indem sie Skripte seiner Vorlesungen anfertigte. Als Beitrag zum Handbuch der Experimentalphysik ihres Mannes von 1936 schrieb sie einen Abschnitt über die quantenmechanische Theorie des Faraday-Effekts. Mit Ernst Ising verband sie eine lebenslange Freundschaft.
Die Familie zog 1929 nach München und 1936 nach Königsberg. Kurz vor Ende des Zweiten Weltkriegs flohen sie nach Jena, wo Wilhelm Schütz eine Außenstelle seines Institutes eingerichtet hatte. In dieser schwierigen Zeit ging Lucy Schütz „stoppeln“ und arbeitete als Putzfrau. Im März 1946 fand sie in Jena eine Anstellung als Volontär-Assistentin am mathematischen Institut. Im Oktober 1946 wurde die Familie von den Sowjets im Rahmen der Aktion Ossawakim auf eine Insel im Seligersee in der Nähe von Ostaschkow deportiert. Dort war Lucy Schütz als Lehrerin für Deutsch und Geschichte an einer Schule für die Kinder der deutschen Internierten tätig. Im Juni 1952 konnte die Familie nach Jena zurückkehren.
Lucy Schütz starb am 28. April 1995 in Meiningen.

## Schriften
- Zur Störungsmechanik der Molekülmodelle. Zeitschrift für Physik, Band 34, 1925, S. 602–610[3]
- Beitrag zur Theorie der Verbreiterung von Spektrallinien. Zeitschrift für Physik, Band 34, 1925, S. 611–621 (aus der Dissertation)[5]
- Die Rotations-Schwingungsbanden nach der Quantenmechanik. Zeitschrift für Physik, Band 36, 1926, S. 814–823[7]
- Über die Dielektrizitätskonstante von Dipolgasen nach der Quantenmechanik. Mit Wolfgang Pauli. Physikalische Zeitschrift, Band 27, 1926, S. 814–823[8]
- Die Intensitäten der Zeemankomponenten beim partiellen Paschen-Back-Effekt. Zeitschrift für Physik, Band 39, 1926, S. 24–28[9]
- Zur Theorie des Zusammenstoßes von Atomen mit langsamen Elektronen. Zeitschrift für Physik, Band 45, 1927, S. 603–609[10]
- Zur Theorie der Kopplungsverbreiterung von Spektrallinien. Zeitschrift für Physik, Band 61, 1930, S. 655–699[11]